# Gertrude Berg
Gertrude Berg (3 de octubre de 1898-14 de septiembre de 1966) fue una actriz y guionista estadounidense. Una pionera radiofónica, Berg fue una de las primeras mujeres en crear, escribir, producir e interpretar un programa de éxito, lo cual consiguió con su serial tragicómico The Rise of the Goldbergs (1929), más adelante conocido como The Goldbergs. 

## Carrera
Su nombre verdadero era Tilly Edelstein, y nació en Harlem, Nueva York. Estudió en escuelas públicas, y aprendió teatro produciendo sátiras en el centro turístico paterno en las Montañas Catskills en Fleischmanns, Nueva York. Una de sus sátiras, de carácter semiautobiográfico, y que retrataba a una familia judía en su vivienda de Nueva York, se convirtió en un show radiofónico. El 20 de noviembre de 1929 se emitió por la NBC un episodio de 15 minutos de The Rise of the Goldbergs. Gracias a ello, Berg empezó a ganar 75 dólares semanales, los cuales, pasados menos de dos años, se convirtieron en 2000."
Berg quedó totalmente identificada con el papel de Molly Goldberg, la generosa matriarca de su ficticia familia neoyorquina. Ella escribió prácticamente todos los episodios radiofónicos (más de 5000), además de su adaptación a Broadway, Me and Molly (1948). Aunque con dificultades, Berg consiguió convencer a CBS para adaptar The Goldbergs al medio televisivo en 1949. Berg ganó el primer Emmy a la mejor actriz en una serie de comedia en su debut en la televisión —su vigésimo año consecutivo interpretando el papel— y el show se mantuvo en antena durante cinco años.
The Goldbergs tuvo problemas en 1951, durante el macartismo. Su compañero de reparto, Philip Loeb (el marido de Molly, el patriarca Jake Goldberg), fue uno de los artistas que aparecía en Red Channels: The Report of Communist Influence in Radio and Television, por lo que acabó en la lista negra de Hollywood. Loeb dimitió de su puesto para no dañar a Berg. El actor habría recibido una generosa indemnización, pero ello no evitó que cayera en la depresión y acabara suicidándose en 1955. The Goldbergs volvió un año después de la salida de Loeb, permaneciendo en antena hasta 1954, tras lo cual Berg también escribió y produjo una versión cinematográfica. 
En 1959 Berg recibió el Tony a la mejor actriz por su interpretación en A Majority of One, y en 1961 ganó el Premio Sarah Siddons por su trabajo en el medio teatral de Chicago. Berg también publicó unas memorias, Molly and Me, en 1961. Ese mismo año consiguió un último éxito televisivo con la sitcom de Four Star Television Mrs. G. Goes to College (retitulada The Gertrude Berg Show a media temporada). Sus compañeros de reparto eran Cedric Hardwicke, Mary Wickes y Marion Ross. 
Berg fue también compositora de canciones. Una de ellas, "That Wonderful Someone", llegó incluso a formar parte del repertorio de la cantante country Patsy Cline en su álbum de debut en 1957.

## Fallecimiento
Gertrude Berg falleció a causa de un fallo cardiaco en 1966 en un hospital de Manhattan, Nueva York. Fue enterrada en el Cementerio Clovesville del Condado de Delaware. 
En 1918 se había casado con Lewis Berg en 1918. El matrimonio tuvo dos hijos, Cherney (1922-2003) y Harriet (1926-2003). Lewis Berg falleció en 1985.